# Gottfried David Mayer
Gottfried David Mayer (* 9. November 1659 in Breslau, Fürstentum Breslau; † 28. November 1719 in Breslau) war ein schlesischer Mediziner und Mitglied der Gelehrtenakademie „Leopoldina“.

## Leben
Gottfried David Mayer studierte Medizin in Jena und Leipzig. Er war Stadtarzt in Breslau. Mayer war zudem Poet.
Als alternatives Geburtsjahr findet sich auch das Jahr 1669.
Am 3. März 1707 wurde Gottfried David Mayer mit dem akademischen Beinamen MENEMACHUS unter der Matrikel-Nr. 271 als Mitglied in die Leopoldina aufgenommen.

## Publikationen
- mit Maximilian Preuß: Beschreibung Derer In Nieder-Schlesien, Oelssnischen Fürstenthumbs zu Starsine befindlichen Und mit vielen Experimentis bekräfftigten Gesund-Qvellen, Nebst Ihrem innerlichen Halt, Und beygefügtem Gutachten Uber deroselben.
- Apologia pro observation de sono in parcete dubio.
- Gothofredi Davidis Mayeri, Vratislaviensis, Medicinæ Doctoris & Patriæ Practici, Imperialis Leopoldino-Carolinæ Naturæ Curiosorum Academiæ Collegæ, Epistola, Censuram in Actis Eruditorum Lipsiensibus Anni decurrentis M DCC XII. Mensis Augusti, De Observatione Soni Cujusdam In Pariete Dubii Invisibilis Avtomati, discutiens ad ... Imperiale Leopoldino-Carolinum Naturæ Curiosorum Academiæ Collegium, erschienen Fellgiebel, 1712.